# Phyllomedusa camba
A Phyllomedusa camba é uma perereca (qualquer sapo que passa a maior parte de sua vida útil em árvores) da família Phyllomedusidae. A espécie é registrada Bolivia, Brasil e Peru. 
Os seus habitats naturais são: regiões subtropicais ou tropicais húmidas de baixa altitude, pântanos de água doce,jardins rurais e antigas florestas altamente degradadas.